# ピザポップ
『ピザポップ』(PIZZA POP!)は、ジャレコより1992年1月7日に発売されたファミリーコンピュータ用アクションゲーム。開発はアークシステムワークス。
2024年12月26日には、シティコネクションがジャレコのファミリーコンピュータ用ソフトを復刻するシリーズ「ジャレコレ」の一種としてNintendo Switch版が発売された。

## システム
ピザショップで働く主人公のキッドを操作して、制限時間内に目的地までピザを宅配していく全7ステージの2Dアクションゲームである。
十字キーでキッドを操作し、Aボタンでジャンプ、Bボタンでピザへらによる攻撃を行う。ジャンプでザコ敵を踏みつけると気絶させる事ができるが、しばらく経つと復活してしまう。敵を倒すには、ピザへらで敵を攻撃する必要がある。ただし、中には踏む事の出来ない敵や、ピザへら攻撃でも倒せない敵も登場する。また、一部ボス敵はジャンプ攻撃でそのままダメージが入る。
踏みつけでパイ状に潰れた敵を十字キーの下で持ち、それをBボタンで投げつける「スペシャルアタック」というものも存在する。ただし、ネコ、イヌなど潰せる敵しか投げる事はできない。
残機、ライフ併用制で、ライフが無くなる、穴に落ちる、制限時間が無くなると1ミスとなり、残機が全て無くなるとゲームオーバーとなる。コンティニューが残っていれば、ゲームオーバーとなったステージからやり直すことができる。
ステージクリア時にはライフの残り数とクリアタイムに応じてスコアが入る。スコアが一定量に達するとエクステンドする。
タイトル画面で「TWIN PLAY」を選ぶ事で2人プレイが可能。2人プレイはステージクリアまたはミスごとの交代制のプレイとなる。

## アイテム
本作に登場するアイテムを記述する。アイテムはステージ中にあるPマークの風船を割る、または敵をピザへらで攻撃すると出現する。
- ハートマーク - ライフを1つ回復させる。ライフが満タンの場合はスコアが100点増える。
- キッドマーク - 残機が1つ増える。
- ピザマーク - スコアが100点増える。

## ストーリー
アメリカのとあるピザショップで働く"キッド"は、ある日、宝石店のウィンドウに素敵な指輪が飾られているのを見つける。
この指輪をガールフレンドの"ベティー"にプレゼントし、その時にプロポーズしようと決めたキッドだが、その指輪はキッドの給料ではすぐに買える値段ではなかった。
指輪を買うためお金を貯めようとするキッドだが、そのことを知った他のピザショップの店員でライバルである"ニック"が、キッドの邪魔をし始めるようになる。こうして、キッドはプレゼントの指輪を買うためニックの妨害をかわしながら、日々、街中にピザを配達していくこととなる。

## ステージ構成
本作のステージを記述する。ステージ3クリア後とステージ6クリア後にはボーナスステージが挿入される。ボーナスステージでは店長が投げるピザをキャッチして、それをオーブンに入れていく。ピザをオーブンに入れた枚数に応じてボーナス点が入り、ピザを一枚も落とさずオーブンに入れると残機が1つ増える。
ステージ1 ミックスピザ
ダウンタウンへの配達。野良ネコ、野良イヌ、不良少年といった敵が現れる。ステージ道中とステージ最後に、ニックのけしかけるネコの集団に襲われる。
ステージ2 シーフードピザ
レンガ造りの建物を、ニックの落とすドラム缶を避けながら上へと登っていく。屋上でボスが登場。帽子を被った大男で、帽子を投げつけている時に踏みつける事でダメージを与えられる。
ステージ3 カレーピザ
前半は宅配バイクに乗って目的地に向かう事になる。バイクに乗ったニックやハードルにぶつかるとダメージを受ける。後半はコンベアー地帯などがある工事現場を進む。ボスは登場しないが、ステージの最後ではスイッチを押し、ウインチを動かしてゴールへ向かう必要がある。
ステージ4 フルーツピザ
ビルの建設現場への配達。前半はウインチや敵を利用しながら上へと登っていく。後半は敵や穴に注意しながら右方向へと進む。ボスはヘルメットを被り、ひげを生やした男。踏みつけが効かないので、ピザへらで攻撃していく事になる。
ステージ5 ミックスピザ
オバケの住む洋館への配達。オバケ型の敵やカボチャの姿をした敵が登場する。また、洋館の中に入るにはカギが必要となる。ボスはドラキュラ伯爵風の男。強風を起こしたり体当たりで攻撃してくる。
ステージ6 ダイエットピザ
ビーチへの配達。前半は所々が壊れた橋を進み、後半は水上オートバイに乗って目的地へ向かう。後半部では水上オートバイに乗ったニックや水面から飛び出してくる魚にぶつかるとダメージを受ける。ボスは二足歩行する大きなイヌ。子犬をばらまいてくる。
ステージ7 ピザポップ・スペシャル
謎の客からの注文により、そびえたつ塔を登っていく。歯車などの機械的な地形が特徴。ボスはロボット。パンチを飛ばしてくるので、これをピザへらやジャンプで跳ね返す事によりダメージを与えられる。ロボットを倒すと中からニックが出現、ゲームクリアとなる。

## 登場キャラクター
キッド
本作の主人公。ガールフレンドのベティーに指輪をプレゼントするため、ニックの妨害をかわしながらピザを配達していく事となる。
ベティー
キッドとニックの思い人。キッドは彼女に指輪をプレゼントしようと思っている。
ニック
キッドのライバル。ドラム缶を転がしたり、バイクや水上オートバイに乗って登場したり、ボス敵を呼び出したりと、行く先々でキッドを妨害する。
店長
キッドの働くピザショップの店長。ステージの冒頭で注文を受けたり、ボーナスステージでは次々とピザを投げてくる。ゲームオーバー時にも登場する。

## 移植版
| No. | タイトル                             | 発売日         | 対応機種        | 開発元                         | 発売元             | メディア     | 備考                                               |
| --- | ------------------------------------ | -------------- | --------------- | ------------------------------ | ------------------ | ------------ | -------------------------------------------------- |
| 1   | ジャレコレ ファミコン編： ピザポップ | 2024年12月26日 | Nintendo Switch | シティコネクション Omake Games | シティコネクション | ダウンロード | オリジナルバージョン、エクステンドバージョンを収録 |

Nintendo Switch版
「ジャレコレ ファミコン編」シリーズの1作品として配信。原作に忠実な移植である「オリジナルバージョン」のほか、Omake Gamesの手によるゲーム中の言語が英語にローカライズされ、ピザへら攻撃の当たり判定が拡張された「エクステンドバージョン」も収録。また、当時の開発資料をタイトル画面のエクストラの項目から閲覧できる。

## スタッフ
- ゲーム・デザイナー：KAMEKICHI
- プログラマー：岩永研一
- グラフィック・デザイナー：KAYAMAN（萱島啓子）、KING JOE
- 音楽：小酒井順哉
- スペシャル・サンクス：SUISHIN、YUTA、OMO-3、KAME-SAN、風穴尚紀、E.KITANO

## 評価
ゲーム誌『ファミコン通信』の「クロスレビュー」では合計18点（満40点）、『ファミリーコンピュータMagazine』の読者投票による「ゲーム通信簿」での評価は以下の通り15.8（満30点）となっている。
| 項目 | キャラクタ | 音楽 | お買得度 | 操作性 | 熱中度 | オリジナリティ | 総合 |
| 得点 | 3.0        | 2.7  | 2.5      | 2.6    | 2.5    | 2.5            | 15.8 |